# گربه و قناری (فیلم ۱۹۳۹)
گربه و قناری (انگلیسی: The Cat and the Canary) فیلمی در ژانر کمدی و کمدی ترسناک به کارگردانی الیوت نیوجنت است که در سال ۱۹۳۹ منتشر شد.

## بازیگران
- باب هوپ
- پولت گادرد
- جان بیل
- داگلاس مونتگومری
- گیل سوندرگارد
- الیزابت پترسون
- چارلز لین
- جورج رگاس
- جرج زوکو
- جان ورای